# Окулярник альдабранський
Окулярник альдабранський (Zosterops aldabrensis) — вид горобцеподібних птахів родини окулярникових (Zosteropidae). Ендемік Сейшельських Островів.

## Таксономія
Альдабранський окулярник раніше вважався підвидом мадагаскарського окулярника, однак за результатами молекулярно-генетичного дослідження 2014 року був визнаний окремим видом.

## Поширення і екологія
Альдабранські окулярники є ендеміками мангрових лісів острова Альдабра.